# Świecko
Świecko je vesnice v polském Lubušském vojvodství, v okrese Słubice ve gmině Słubice. Vesnice má 194 obyvatel a leží u státní hranice s Německem na břehu řeky Ilanka nedaleko jejího ústí do Odry a na pravém břehu Odry. Nachází se také v geomorfologických celcích Lubuski Przełom Odry, Dolina Środkowej Odry a Równina Torzymska. 

## Další informace
U vesnice končí dálnice A2, která se přes mezinárodní dálniční Oderský most (Oderbrücke Frankfurt, Most w Świecku) plynule napojuje na německou dálnici A12.

## Galerie

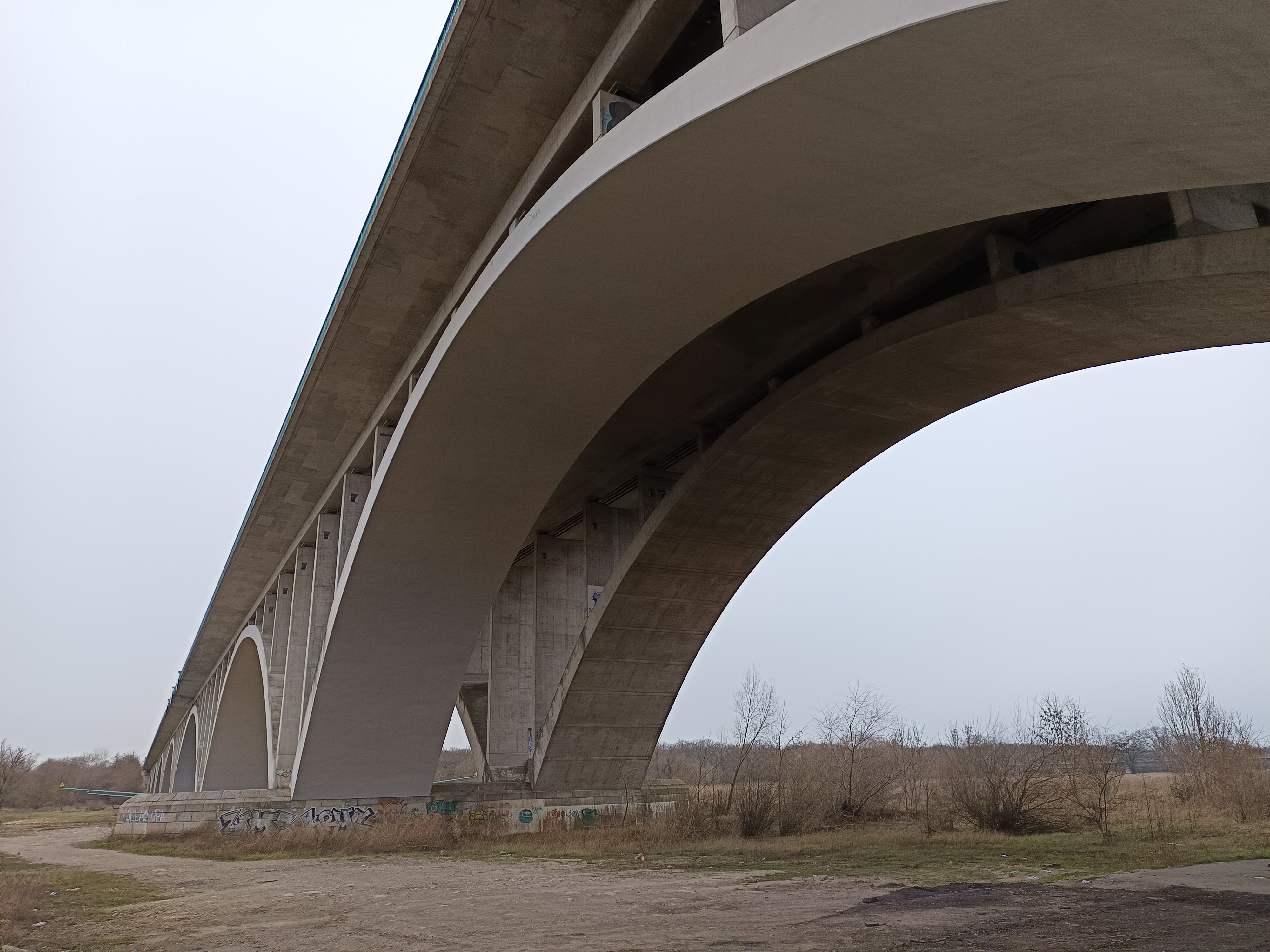
Oderský most v lednu 2025